# Gerrit de Graeff
Pour les articles homonymes, voir Graeff.
Gerrit de Graeff (Amsterdam, 23 février 1711 – Ilpendam, 10 novembre 1752), seigneur de Zuid-Polsbroek, était un aristocrate hollandais du XVIIIe siècle.

## Carrière
Gerrit de Graeff est le fils de Johan de Graeff (1673-1714), un échevin d'Amsterdam. Les de Graeff sont une vieille famille de régents d'Amsterdam. 
Il est diplômé en droit à l'université de Leyde en 1732; il devient, de 1736 à 1752, un des 60 bewindhebbers (« administrateurs ») de la Compagnie néerlandaise des Indes orientales et un des 50 bewindhebbers de la Compagnie néerlandaise des Indes occidentales, puis de 1748 à 1752 un des 101 directeurs de la Société du Suriname. De 1739 à 1752, De Graeff fut conseiller et juré de la ville d'Amsterdam. Gerrit de Graeff connue pour sa richesse et connu pour son avarice.
Gerrit de Graeff épousa à Amsterdam Elisabeth Lestevenon (1716-1766), avec qui il eut trois enfants :
- Geertruid Joanna de Graeff (1740-1801), épouse d'Isaac Ernst, baron de Petersen et du Saint-Empire romain germanique (1737-1783) puis de François Jacob van de Wall (1756-1834) ;
- Gerrit (II) de Graeff  (1741-1811), seigneur libre de Zuid-Polsbroek, Purmerland et Ilpendam, conseiller et juré d'Amsterdam ; époux de Christina van Herzeele (1748-1798) ;
- Elisabeth Jacoba de Graeff (1751-1802), épouse de Jan, baron de Petersen et du Saint-Empire romain germanique (1745-1786).